# Pam Ferris
Pam Ferris (ur. 11 maja 1948 w Hanowerze) – brytyjska aktorka urodzona w Niemczech. Występowała jako Ma Larkin w The Darling Buds of May, jako Laura Thyme w Rosemary & Thyme oraz jako Agata Pałka w filmie Matylda. Zagrała również Marge Dursley w trzeciej części Harry’ego Pottera.

## Życiorys
Ferris urodziła się w Hanowerze, Dolnej Saksonii, Niemczech, kiedy jej ojciec służył w Królewskich Siłach Lotniczych. Jej ojciec, Fred Ferris był policjantem a jej matka, Ann Perkins, prowadziła rodzinną piekarnię. Jej rodzina wyemigrowała do Nowej Zelandii, kiedy Pam miała 13 lat. Ferris powróciła do Wielkiej Brytanii zaraz po ukończeniu dwudziestego roku życia. W 1986 poślubiła aktora Rogera Frosta. Była bliską przyjaciółką Catherine Zety-Jones (jej ekranowej córki w Darling Buds of May), ale w 2010 roku ujawniła, że od czasu jej przeprowadzki do Hollywood ich przyjaźń uległa rozluźnieniu.

## Filmografia
- Connie (1985) (serial TV)
- Oranges Are Not the Only Fruit (1990) (TV)
- The Darling Buds of May (1991–1993) (serial TV)
- Cluedo (1990)(1992) (serial TV)
- Middlemarch (1994) (TV)
- Matylda (1996)
- The Tenant of Wildfell Hall (1996) (TV)
- Where the Heart Is (1997–2000) (serial TV)
- Our Mutual Friend (1998) (TV)
- The Turn of the Screw (1999) (TV)
- Death to Smoochy (2002)
- Pollyanna (2003) (TV)
- Rosemary & Thyme (2003–2006) (serial TV)
- Clocking Off (2003) (serial TV)
- Harry Potter i więzień Azkabanu (2004)
- Ludzkie dzieci (2006)
- Jane Eyre (2006) (TV)
- Telstar (2008)
- Little Dorrit (2008) (TV)
- Jackboots on Whitehall (2009) (głos)